# Eisacktal
Das Eisacktal (italienisch Valle Isarco, ladinisch Val dl Isarch) ist ein vom Eisack durchflossenes Alpental und eines der Haupttäler Südtirols in Italien. Wichtigste Stadt im Eisacktal ist Brixen.

## Bezeichnung
Die Bezeichnung Eisacktal kann auf zwei verschiedene Arten verwendet werden:
- Traditionell wird nur das Tal am Mittel- und Unterlauf des Eisack, nämlich von der Franzensfeste oder alternativ von der Sachsenklemme abwärts, als Eisacktal bezeichnet.
- Im weiteren Sinne umfasst das Eisacktal auch das Gebiet am Oberlauf des Eisack bis zum Brenner, das traditionell dem Wipptal zugerechnet, aber alternativ auch als Oberes Eisacktal bezeichnet wird.

Im Früh- und Hochmittelalter war auch die Bezeichnung Norital gebräuchlich.

## Geographie

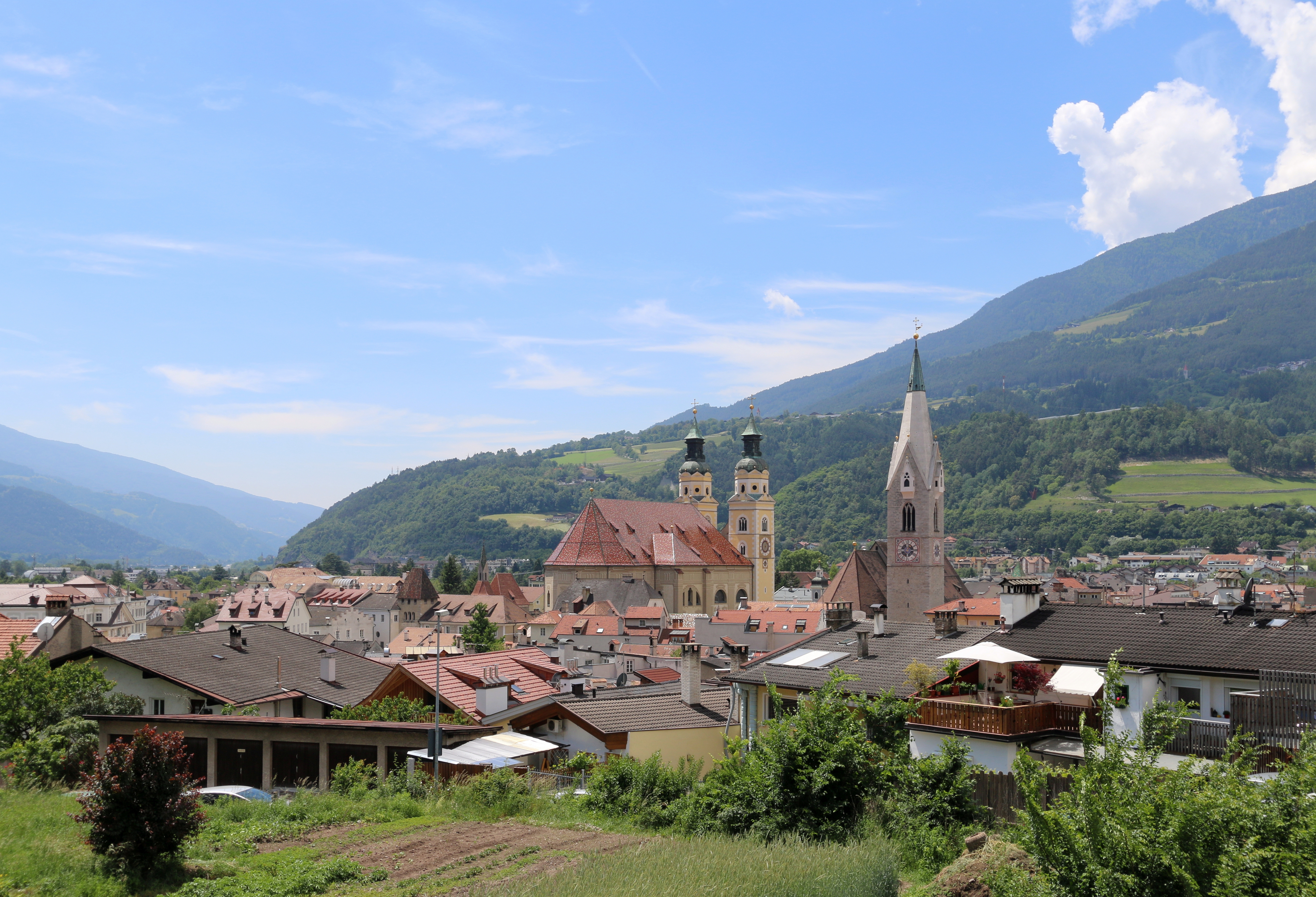
Brixen, der Hauptort des Eisacktals

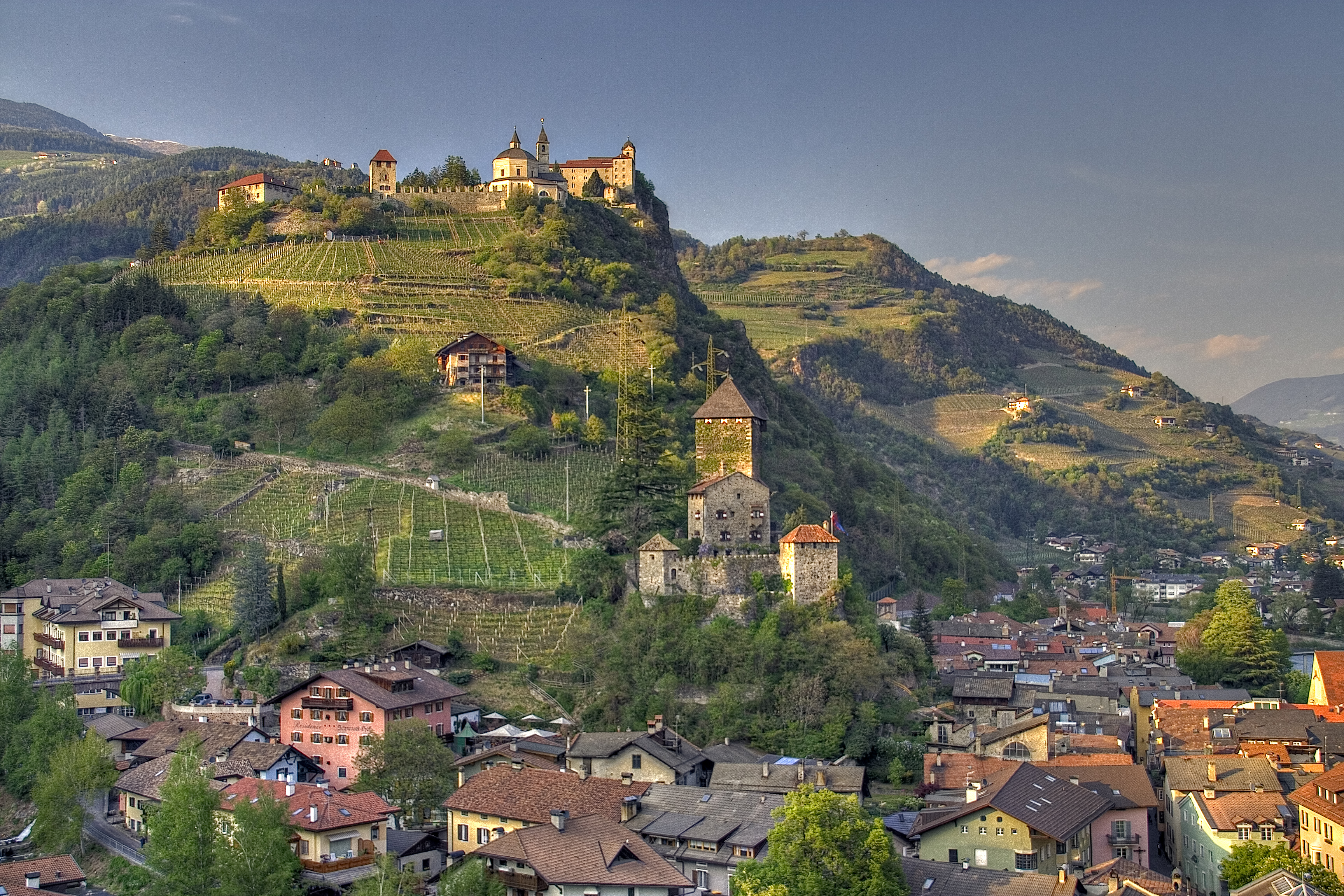
Klausen und der Säbener Berg

Der oberste Abschnitt des vom Eisack durchflossenen Tals von dessen Ursprung am Brenner bis zur Franzensfeste wird üblicherweise zum Wipptal gerechnet. Somit nimmt das Eisacktal im breiten Brixner Talkessel seinen Anfang, wo neben dem vom Nordwesten zulaufenden Wipptal auch das von Nordosten kommende Pustertal einmündet. Südlich von Albeins verengt sich das Tal zunehmend und bietet bei dem vom siedlungsgeschichtlich bedeutsamen Säbener Berg überragten Klausen letztmals einer größeren Siedlung im Talboden Platz. Der Richtung Südwesten streichende Talverlauf nimmt ab Kollmann zwischen den Mittelgebirgslandschaften des Ritten und des Schlerngebiets einen schluchtartigen Charakter an. Das Eisacktal wendet sich zuletzt Richtung Westen und mündet nach Kardaun schließlich im Bozner Talkessel ins Etschtal.
Westseitig wird das Eisacktal von den Bergen der Sarntaler Alpen begrenzt. Von dort laufen nur relativ kleine Seitentäler zu, unter denen das Schalderer Tal und das Tinnetal die größten sind. Von Norden aus den Zillertaler Alpen mündet das Valler Tal in den Übergangsbereich vom Puster- ins Eisacktal ein. Aus den ostseitigen Dolomiten erreicht das Eisacktal eine ganze Reihe längerer Seitentäler, nämlich das Lüsner Tal, das Aferer Tal, das Villnößtal, das Grödner Tal, das Tierser Tal und das Eggental.
Verwaltungsmäßig sind die Gemeinden des Eisacktals auf die Südtiroler Bezirksgemeinschaften Eisacktal und Salten-Schlern verteilt.

## Verkehr

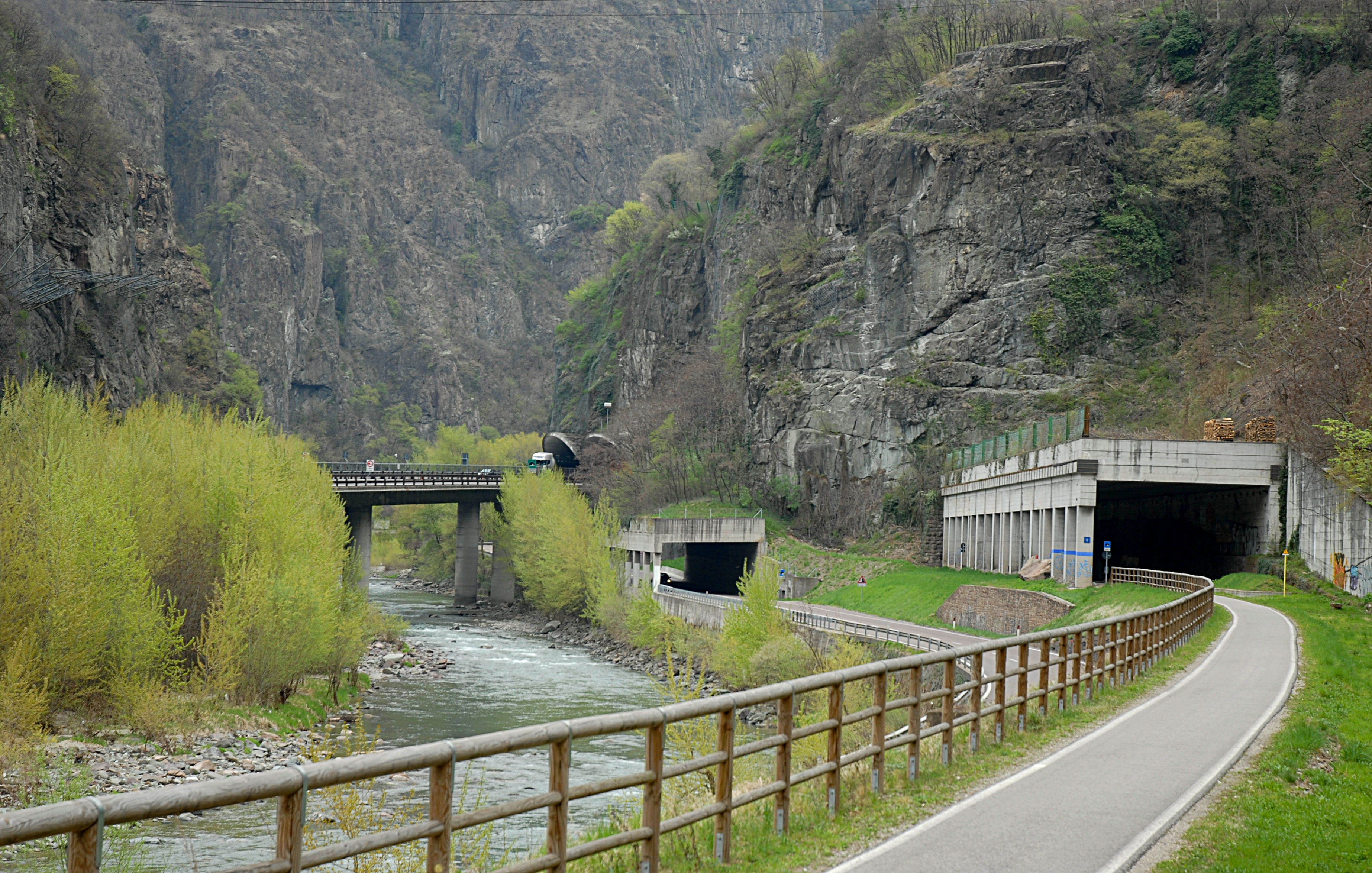
Radroute 1, SS 12 und A22 zwischen Kardaun und Blumau

Durch das Eisacktal verlaufen wichtige europäische Verkehrsadern der Brenner-Transitroute. Dazu zählen die Brennerautobahn A22, die SS 12 („Brennerstaatsstraße“) und die Brennerbahn. Für den Radverkehr erschlossen ist das Gebiet durch die Radroute 1 „Brenner–Salurn“.
In der Antike wurde das Gebiet von der via Raetia durchquert, an der die Straßenstation Sublavio lag. Einen wesentlichen Aufschwung erlebte der Nord-Süd-Verkehr im Eisacktal durch die Anlage des Kunterswegs im 14. Jahrhundert.

## Sprachen
Vor der Eroberung durch die Römer 15 v. Chr. im Zuge der Augusteischen Alpenfeldzüge lebten im südlichen Eisacktal die Isarken und weiter nördlich die Breonen. Sie waren rätische Alpenvölker, deren Namen uns aus der Inschrift auf dem Tropaeum Alpium bekannt sind. Durch ihre Romanisierung entstand die rätoromanische Sprache Ladinisch. In Teilen des Eisacktals südlich von Brixen und seiner Nebentäler (Lüsner Tal, Villnößtal, Grödner Tal und Eggental) wurde noch im Hochmittelalter ladinisch gesprochen. Dies sieht man heute noch an den zahlreichen ladinischstämmigen Familien-, Hof-, Flur- und Ortsnamen. Seit dem Spätmittelalter setzte sich im gesamten Eisacktal und seinen Nebentälern mehr und  mehr die deutsche Sprache durch, begünstigt auch durch süddeutsch-bayerische Aufsiedlung; nur in Gröden hat sich die ladinische Sprache bis heute als dominierende Alltagssprache erhalten und genießt heute den Status einer Amtssprache. Mit dem Bau der Brennerbahn in der 2. Hälfte des 19. Jahrhunderts kamen auch italienische Fachkräfte ins Eisacktal, eine italienische Minderheit entstand aber erst nach dem Anschluss Südtirols an Italien 1919/20, vor allem im Zuge der Italianisierungsbestrebungen des Faschismus in der ersten Hälfte des 20. Jahrhunderts.